# Lluís Mas
Lluís Guillermo Mas Bonet (Las Salinas, Baleares, 15 de octubre de 1989) es un ciclista español que fue profesional entre 2009 y 2023.

## Trayectoria
Destacó en categorías inferiores con el objetivo de llegar al profesionalismo. Debutó como profesional en 2009, con el equipo Burgos Monumental-Castilla y León. En la temporada 2014 fichó por el Caja Rural-Seguros RGA. El 3 de mayo de 2015 consiguió su primera victoria como profesional en el Tour de Turquía. Fichó por el conjunto Movistar Team en la temporada 2019. En este equipo militó hasta su retirada en 2023 para pasar a ejercer de director deportivo del Illes Balears Arabay Cycling.

## Palmarés
2013
- 2.º en los Juegos Mediterráneos Contrarreloj

2015
- 1 etapa del Tour de Turquía

2023
- 3.º en el Campeonato de España Contrarreloj

## Resultados en Grandes Vueltas y Campeonatos del Mundo
| Carrera              | Carrera              | 2009 | 2010 | 2011 | 2012 | 2013 | 2014  | 2015 | 2016 | 2017  | 2018 | 2019  | 2020 | 2021 | 2022  | 2023 |
| -------------------- | -------------------- | ---- | ---- | ---- | ---- | ---- | ----- | ---- | ---- | ----- | ---- | ----- | ---- | ---- | ----- | ---- |
|                      | Giro de Italia       | —    | —    | —    | —    | —    | —     | —    | —    | —     | —    | 126.º | —    | —    | —     | —    |
|                      | Tour de Francia      | —    | —    | —    | —    | —    | —     | —    | —    | —     | —    | —     | —    | —    | —     | —    |
|                      | Vuelta a España      | —    | —    | —    | —    | —    | 121.º | Ab.  | Ab.  | 83.º  | 47.º | —     | —    | —    | 133.º | —    |
| Mundial en Ruta      | Mundial en Ruta      | —    | —    | —    | —    | —    | —     | Ab.  | —    | 103.º | —    | —     | —    | Ab.  | —     | —    |
| Mundial Contrarreloj | Mundial Contrarreloj | —    | —    | —    | —    | —    | —     | —    | —    | —     | —    | 39.º  | —    | —    | —     | —    |

—: no participa

Ab.: abandono

## Equipos
- Burgos (2009-2013)
  - Burgos Monumental-Castilla y León (2009)
  - Burgos 2016-Castilla y León (2010-2011)
  - Burgos BH-Castilla y León (2012-2013)
- Caja Rural-Seguros RGA (2014-2018)
- Movistar Team (2019-2023)